# Orthopelma simile
Orthopelma simile là một loài tò vò trong họ Ichneumonidae.